# François Bellanger
Pour les articles homonymes, voir Bellanger.
François Bellanger est un écrivain français, docteur de Sorbonne. Né en 1688, il est mort en 1749 à Paris.
Il a publié une traduction des Antiquités romaines de Denys d'Halicarnasse, (2 vol. 1723) et des Essais de critique, 1740, sous le pseudonyme de Van der Meulen.

## Pour approfondir